# Бласкет
Бласкет (ирл. Na Blascaoidí, англ. Blasket) — небольшой архипелаг к западу от острова Ирландия. Остров Теарахт в его составе — самая западная точка Республики Ирландия. Самый большой остров архипелага — Грейт-Бласкет, на котором расположена высочайшая точка архипелага (высота над уровнем моря — 292 м). Кроме того, в список этих островов входят Бегиниш, Инишнабро, Инишвикиллан и Иништускерт.
Ранее острова были населены, но 17 ноября 1953 года население было эвакуировано. Часть бывших жителей островов и их потомки живут на полуострове Дингл, откуда хорошо видны острова Бласкет. Административно территория островов относится к графству Керри провинции Манстер.
Острова также известны по путешествиям Святого Брендана.

## Галерея

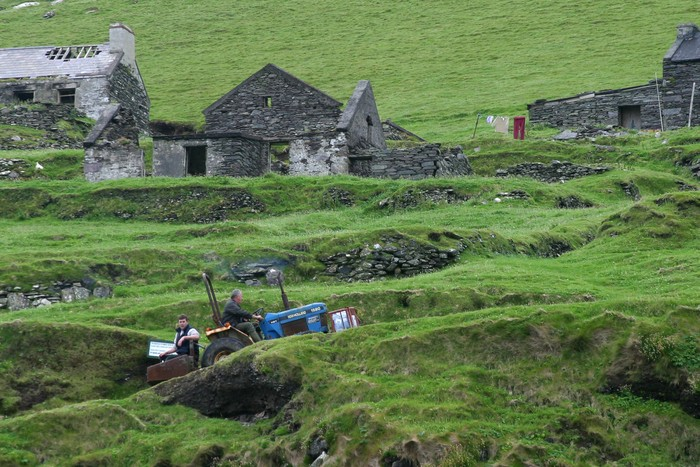
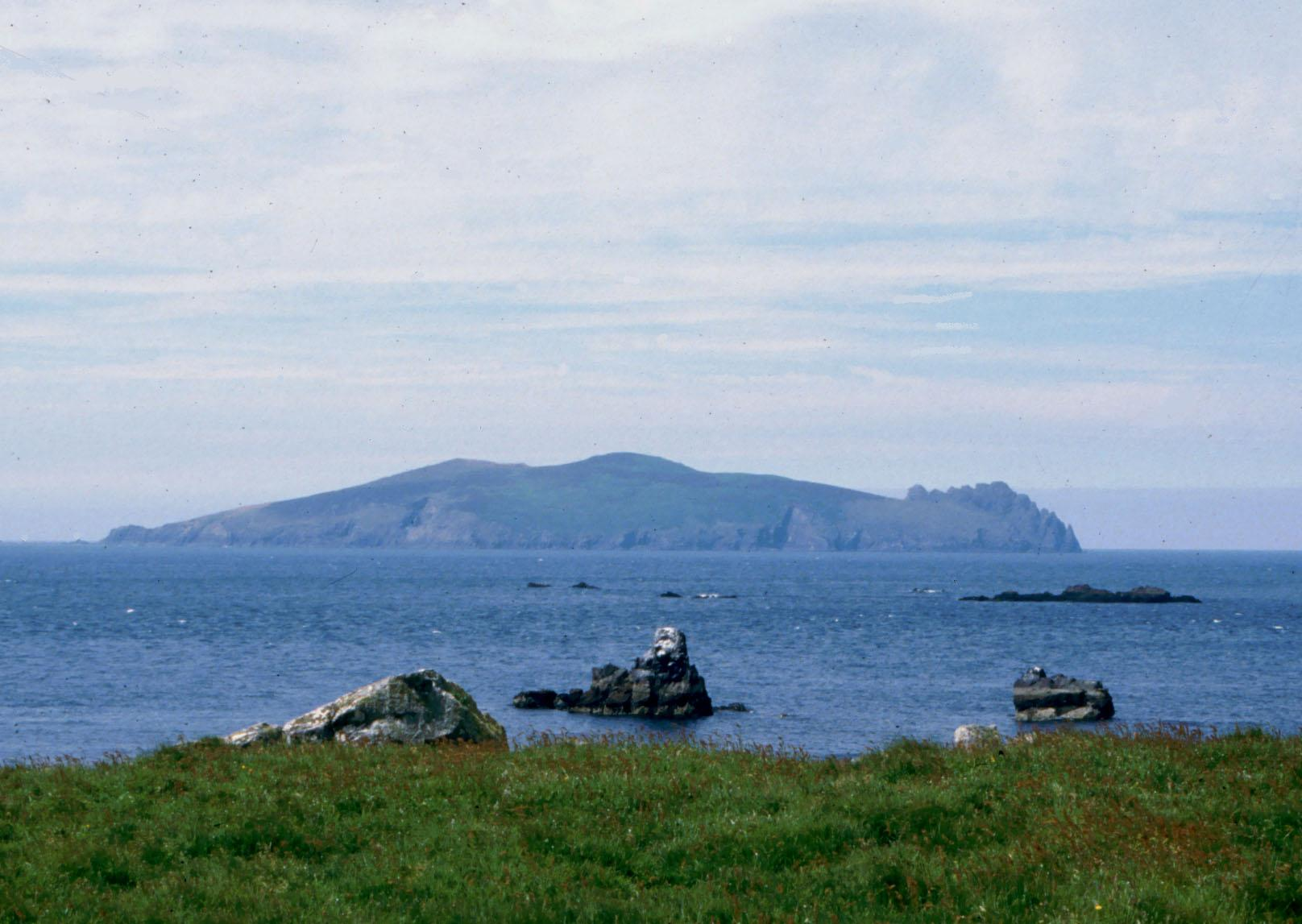
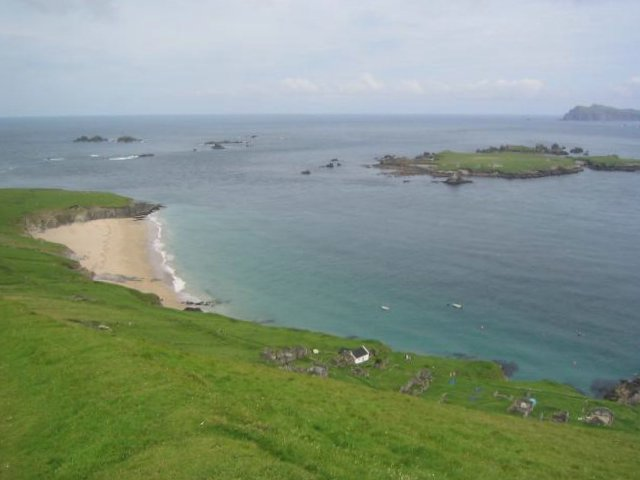